# Maliniec, Tỉnh West Pomeranian
Maliniec [maˈliɲet͡s] (tiếng Đức: Höckenberg) là một ngôi làng thuộc khu hành chính của Gmina Radowo Małe, thuộc quận Łobez, West Pomeranian Voivodeship, ở phía tây bắc Ba Lan. Nó nằm khoảng 9 kilômét (6 mi) về phía tây bắc của Radowo Małe, 19 km (12 mi) phía tây bắc của Łobez và 61 km (38 mi) về phía đông bắc của thủ đô khu vực Szczecin.
Trước năm 1945 khu vực này là một phần của Đức tỉnh Pomerania. Sau Thế chiến II, người dân bản địa Đức bị trục xuất và thay thế bằng người Ba Lan. Đối với lịch sử của khu vực, xem Lịch sử của Pomerania.
Ngôi làng có dân số 150.